# Jean-Stéphane Sauvaire
Jean-Stéphane Sauvaire (París, 31 de desembre de 1968) és un cineasta, productor i guionista francès. És més conegut com a director de pel·lícules Johnny Mad Dog, A Prayer Before Dawn i Asphalt City.

## Vida personal
Sauvaire va néixer el 31 de desembre de 1968 a París, França. Actualment viu a Nova York.

## Carrera
El 1991, Sauvaire va començar la seva carrera cinematogràfica com a primer ajudant de direcció de la pel·lícula Les Nuits Fauves de Cyril Collard. Després es va incorporar a l'equip de les pel·lícules Les Demons de Jesus i Les Grandes Bouches, dirigides per Bernie Bonvoisin; Seul contre tous dirigida per Gaspar Noé; Sous Les Pieds Des Femmes, dirigida per  Rachida Krim; Hors Jeu, dirigida per Karim Dridi; Louise (Take 2), dirigida per Siegfried; i Love Me, dirigida per Laetitia Masson. Va continuar treballant com a ajudant de direcció fins a l'any 2000. A finals de l'any 2000 va dirigir els seus tres curtmetratges, La Mule (codirigit amb Rossy De Palma), A Dios i Matalo. En tots tres, va utilitzar el tema de la violència entre adolescents.
El 2008, va fer la pel·lícula Johnny Mad Dog, coproduïda amb Mathieu Kassovitz. La pel·lícula va ser presentada posteriorment a la Secció Oficial, secció 'Un Certain Regard' al Festival Internacional de Cinema de Canes, i va guanyar el Prix de l'Espoir. La pel·lícula va ser una adaptació de la novel·la Johnny Chien Méchant de l'escriptor congolès Emmanuel Dongala. Explica la història d'un grup de nens soldats que lluiten pels rebels Liberians Units per a la Reconciliació i la Democràcia (LURD) l'any 2003, durant la darrera part de la Segona Guerra Civil Liberiana.
Després de l'èxit de la pel·lícula, Sauvaire va dirigir el 2012 el telefilm Punk, que va ser coproduït per Arte, amb Paul Bartel i Béatrice Dalle. El 2017, va fer la pel·lícula A Prayer Before Dawn, que va ser una adaptació de la història de Billy Moore. La pel·lícula va rebre una selecció oficial al 70è Festival Internacional de Cinema de Canes.
El 2023, Sauvaire va dirigir Black Flies, una adaptació de la novel·la homònima de Shannon Burke, amb Sean Penn i Tye Sheridan. La pel·lícula va ser seleccionada en competició al 76è Festival Internacional de Cinema de Canes.

## Filmografia
| Any  | Pel·lícula           | Paper                                       | Gènere                  | Ref.  |
| ---- | -------------------- | ------------------------------------------- | ----------------------- | ----- |
| 2000 | La mule              | Director, guionista                         | Curtmetratge            |       |
| 2001 | A Dios               | Director, guionista, director de fotografia | Curtmetratge documental |       |
| 2004 | Carlitos Medellin    | Director, director de fotografia, editor    | Documental              |       |
| 2005 | Matalo!              | Director, guionista, director de fotografia | Curtmetratge            |       |
| 2008 | Johnny Mad Dog       | Director, guionista, productor              | Llargmetratge           |       |
| 2011 | Heat Wave            | Productor                                   | Llargmetratge           |       |
| 2012 | Punk                 | Director, guionista                         | Telefilm                |       |
| 2014 | Welcome to New York  | Actor: periodista                           | Pel·lícula              |       |
| 2015 | Bizarre              | Productor                                   | Llargmetratge           |       |
| 2017 | A Prayer Before Dawn | Director, productor associat                | Llargmetratge           | [ 4 ] |
| 2023 | Asphalt City         | Director                                    | Pel·lícula              |       |
| TBD  | Addicted to Violence | Director, guionista                         | Pel·lícula              |       |